# ووشه (شهرستان گورلیتسه)
ووشه (به لاتین: Łosie) یک روستا در لهستان است که در گمینا روپا واقع شده‌است. ووشه ۷۷۰ نفر جمعیت دارد.